# BiP Messenger
BiP е безплатно приложение за незабавни съобщения, притежавано и разработено от турския мобилен оператор Turkcell. То позволява на потребителите да изпращат текстови съобщения, гласови съобщения и видео разговори. Може да бъде изтеглено от App Store, Google Play и Huawei AppGallery. BiP има над 53 милиона потребители по целия свят и е пуснат за първи път през 2013 г.

## Характеристика
BiP е сигурна и безплатна платформа за комуникация. BiP позволява да се правят видео и аудио разговори, да се позволява споделяне на изображения, видео и местоположение. BiP включва и незабавни преводи на 106 езика и обменни курсове.

## Реакции срещу политиката за поверителност на приложението WhatsApp
Службата за комуникации на президента Реджеп Ердоган се противопоставя на прилагането на споразумението за поверителност и обявява, че Ердоган е напуснал WhatsApp и е открил акаунт в Telegram и BiP. Турското министерство на националната отбрана обявява, че ще премести информационни групи в BiP по същата причина.